# 特魯希略區
特魯希略區（西班牙語：Distrito de Trujillo），是秘魯的一個區，位於該國西北部拉利伯塔德大區的特魯希略省，始建於1534年12月6日，面積39.36平方公里，海拔高度34米，2005年人口276,921，人口密度每平方公里7,000人。